# Vieirópolis
Vieirópolis é um município brasileiro localizado na Região Geográfica Imediata de Sousa, estado da Paraíba. Sua população em 2012 foi estimada pelo IBGE (Instituto Brasileiro de Geografia e Estatística) em 5.102 habitantes, distribuídos em 147 km² de área. 
A primeira família a se instalar nas terras que eram de uma herdeira chamada Emanuelle, foi a família Vieira, contendo oito irmãos e formando a Fazenda Palestina. O nome Vieirópolis vem da união de polis (cidade, em grego) com Vieira, o que toponimicamente significa "cidade dos Vieira". 
A primeira escola funcionou na casa de Dona Zuca, atual colégio Maria Moreira Pinto. 
O Município possui alguns patrimônios naturais: Serra das Araras, Olho d'água e Pedra do Letreiro (que contém escrituras rupestres). 
Em época chuvosa, apresenta cachoeiras nas pedras da Serra das Araras.

## Geografia
Localiza-se a uma latitude 06º32'39" sul e a uma longitude 38º16'40" oeste, estando a uma altitude de 414 metros. Sua população estimada em 2009 era de 4.908 habitantes. Possui uma área de 147 km².
O município está incluído na área geográfica de abrangência do semiárido brasileiro, definida pelo Ministério da Integração Nacional em 2005.  Esta delimitação tem como critérios o índice pluviométrico, o índice de aridez e o risco de seca.